# Hypnomys
Hypnomys – wymarły rodzaj gryzoni z rodziny popielicowatych (Gliridae), zamieszkujący Baleary w okresie od pliocenu do wczesnego holocenu. Ostatnie znane kopalne ślady istnienia Hypnomys, określono na około 4840 lat p.n.e.

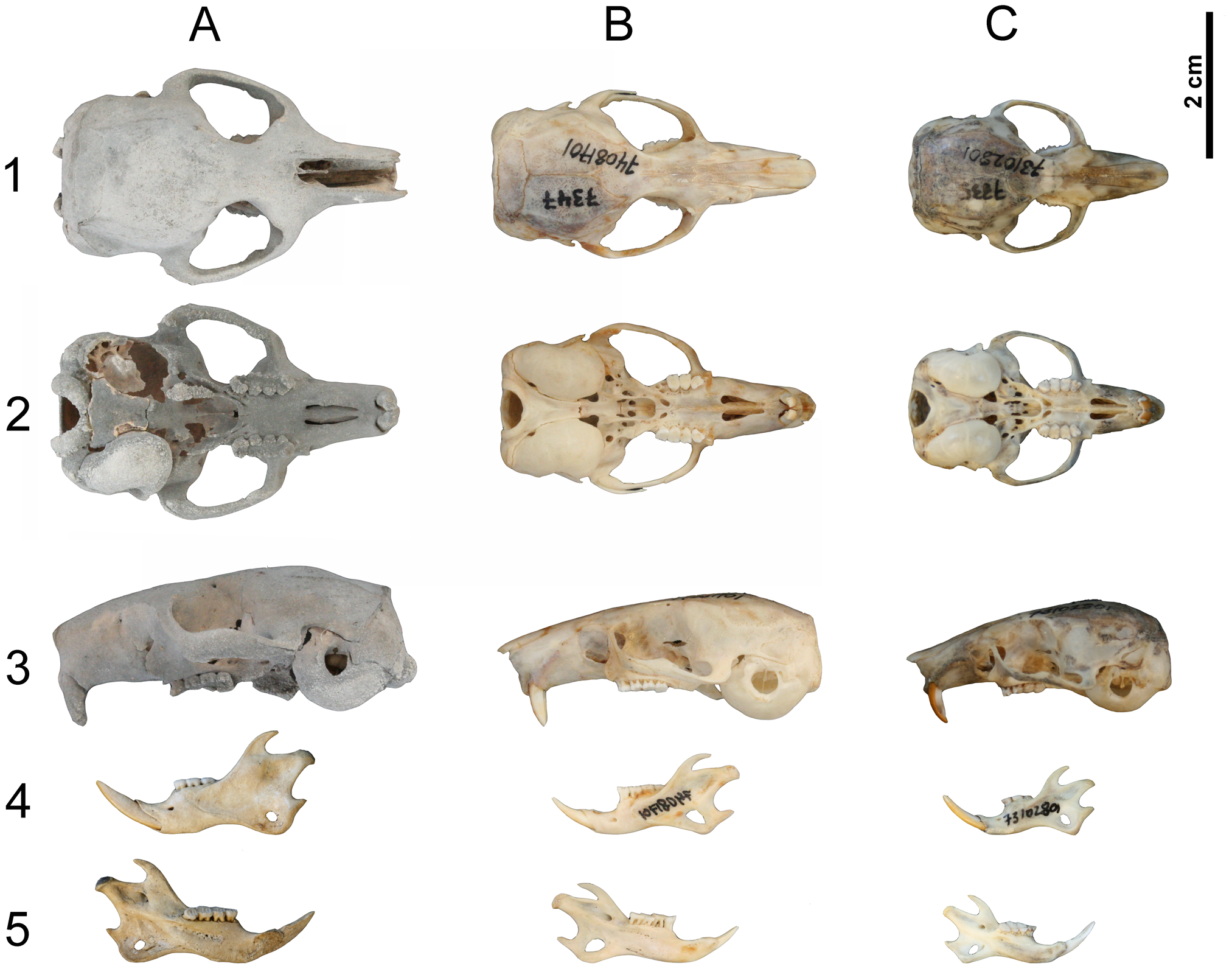
Porównanie czaszek H. morpheus, Eliomys quecinus ophiusae i Eliomys quercinus s.l.. Widok: 1) od góry, 2) od dołu 3) boczny, 4–5) żuchwa

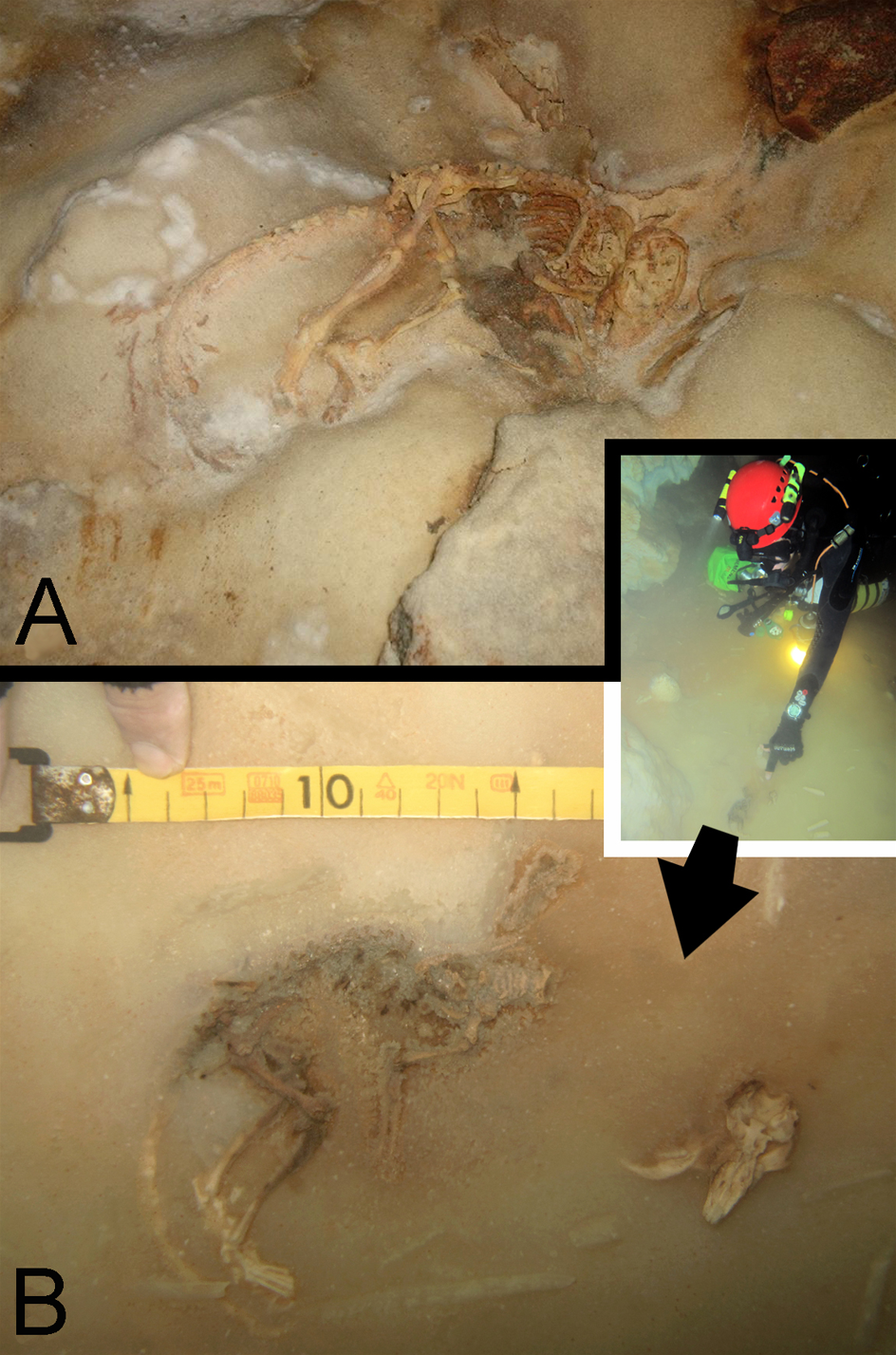
Kopalne ślady przedstawiciela Hypnomys odkryte w Cova des Pas de Vallgornera

## Systematyka
Pierwszy gatunek z rodzaju Hypnomys opisała brytyjska paleontolożka Dorothea Bate w 1919 roku jako Hypnomys morpheus. Znalezione okazy były też często klasyfikowane jako przedstawiciele gatunków z rodzaju Eliomys. Badania kraniologiczne wykazały jednak, że mimo podobieństwa do gatunków z rodzaju Eliomys, Hypnomys miały masywniejszą żuchwę, prawdopodobnie przystosowaną do spożywania twardszych pokarmów. Ostatecznie przeprowadzone badania filogenetyczne wykazały odrębność obu blisko spokrewnionych rodzajów. Najprawdopodobniej populacja osobników z rodzaju Eliomys żyjąca na Balearach na skutek długotrwałego odizolowania od populacji na kontynencie podlegała na tyle znacznym zmianom, że w drodze ewolucji powstał nowy, odrębny rodzaj Hypnomys. Ostatecznie do Hypnomys zaliczane są trzy gatunki:
- Hypnomys morpheus Bate, 1919 (późny plejstocen-wczesny holocen)
- Hypnomys onicensis Reumer, 1994 (późny pliocen-wczesny plejstocen)
- Hypnomys waldreni Reumer, 1979 (pliocen)